# 丁岡
丁冈·辛赞格科纳·祖鲁（约1795年—1840年）是祖鲁王国的第二任国王，為首任國王恰卡之异母弟，1828年至1840年在位。
丁冈早年支持恰卡统一祖鲁。1828年联合乌姆兰加诺·辛赞格科纳（又名姆兰加诺），暗杀了国王恰卡。随后丁冈将姆兰加诺杀死并登上了王位。所有恰卡的支持者，以及大部分王族都被他杀害，只有一名懦弱的同父异母弟弟姆潘德幸免于难。
丁冈在位期间，祖鲁王国发动对邻近部落的战争，扩大疆域。1834年允许欧洲传教士入境进行传教活动，后逐渐与布尔人移民就土地问题发生冲突。1837年，布尔人的移民先驱皮特·雷蒂夫（Piet Retief）前往丁冈的驻地，谈判土地分配的问题。丁冈突然发出暗号，将前来的布尔人迅速制服并处决，随后攻击了移民先驱的驻地，屠杀了那里的500名移民先驱。
之后安德列斯·比勒陀利乌斯被推举为移民先驱首领。丁冈则继续出兵袭击布尔人，势力范围到达纳达尔。在比勒陀乌斯的率领下，布尔人于1838年12月16日大败恩德莱拉·松皮西（Ndlela kaSompisi）所率的祖鲁部队，杀死了3000多名祖鲁战士，血染因科马河，被称为“血河之战”。丁冈放火焚毁王宫，逃往北方。
1840年1月，丁冈的同父异母弟弟姆潘德在比勒陀利乌斯的支持下发动叛乱，攻击丁冈。大部分祖鲁战士抛弃了丁冈，投奔姆潘德。丁冈大怒，将自己的将领松皮西处决。丁冈逃往山间的丛林里，被当地的斯威士人谋杀。